# Arena Riga
Az Arena Riga (lettül: Arēna Rīga) egy multifunkcionális csarnok  Lettország fővárosában, Rigában. A helyszín leginkább jégkorong- és kosárlabda mérkőzéseknek, valamint élőzenés rendezvényeknek ad otthont. Befogadóképessége sporteseményeken 14 500 fő, a létesítményt 2006. február 15-én adták át.
Az aréna a lett jégkorong-válogatottnak, 2008 óta a Kontinentális Jégkorong Ligának, a Dinamo Rigának és TTT Rigának, 2006 óta pedig a lett férfi és női kosárlabda-válogatottnak ad otthont.
Az arénát a kanadai SCI Architects cég, valamint a lett SIA Merks és SIA Nams cégek tervezték.

## Története

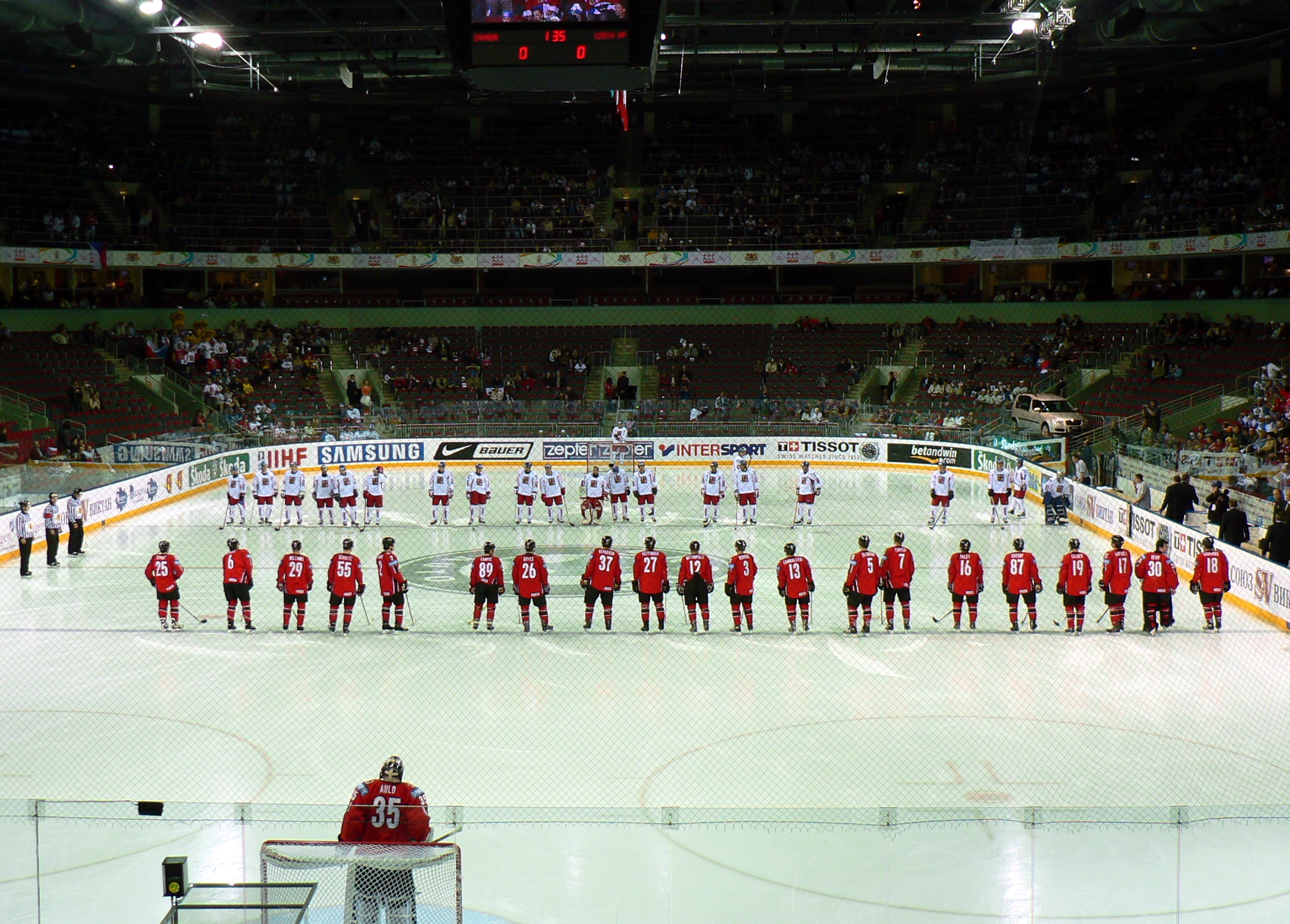

Az arénát a 2006-os IIHF jégkorong-világbajnokságra építették. A Lett Jégkorong Szövetség elnöke, Kirovs Lipmans által felügyelt építkezés az építési szerződéssel kapcsolatos nézeteltérések és a projekt finanszírozására befektető keresése miatt késett. A Baltic Times arról számolt be, hogy Lipmans okolható a késésekért, és lemondásra szólították fel az aréna alapkezelő társaságában fennálló részvények birtoklásával kapcsolatos összeférhetetlenség miatt.
Az évek során az aréna számos ismert művészt is vendégül látott a világ minden tájáról. A 2006-os NATO-csúcs eseményeinek egy része is a helyszínen zajlott.
Az aréna adott otthont a 2009-es, 2015-ös, 2019-es női kosárlabda-Európa-bajnokság mérkőzéseinek. 2015-ben Franciaországgal, Horvátországgal és Németországgal, 2019-ben Szerbiával közösen. Itt rendezik 2025-ben a férfi kosárlabda-Európa-bajnokságot is.
2021-ben ismét itt rendezték meg az IIHF jégkorong-világbajnokságot, majd 2023-ban Lettország Finnországgal közösen rendezi a jégkorong-világbajnokságot.